# Chondrostoma kinzelbachi
Chondrostoma kinzelbachi är en fiskart som beskrevs av Krupp, 1985. Chondrostoma kinzelbachi ingår i släktet Chondrostoma och familjen karpfiskar. IUCN kategoriserar arten globalt som starkt hotad. Inga underarter finns listade i Catalogue of Life.